# Oślepienie w Bhagalpur
Oślepienie w Bhagalpur (ang. 1980 Bhagalpur blindings) – w latach 1979–1980 w indyjskim mieście Bhagalpur (w stanie Bihar) 31 podsądnych zostało oślepionych przez policjantów. Wypalono im oczy kwasem. 
Zdarzenie to odbiło się echem w świecie, było szeroko dyskutowane przez organizacje broniące praw człowieka.
W 2003 roku Prakash Jha wyreżyserował z Ajay Devganem w roli głównej thriller nawiązujący do tego zdarzenia - Gangaajal.